# Estadio Al-Zawraa
El Estadio Al-Zawraa (en árabe: ملعب الزوراء‎) es un estadio de fútbol ubicado en la ciudad de Bagdad, Irak. Fue inaugurado el 15 de febrero de 2022 y posee una capacidad para 15.443 espectadores. Es utilizado por el club Al-Zawraa SC de la Liga Premier de Irak.

## Historia
Está ubicado en una zona residencial en el centro de Bagdad. El antiguo estadio tenía capacidad para 15.000 personas y fue construido en 1978. En 2011, se anunció la construcción de un nuevo estadio para Al-Zawraa SC para reemplazar el antiguo estadio y proporcionar instalaciones deportivas modernas para la población de Bagdad. El nuevo estadio tiene como objetivo permitir que los fanáticos del club vean y disfruten los juegos de su club en un nuevo estadio aprobado por la FIFA.
En enero de 2012 se demolió el antiguo estadio. La demolición y construcción del nuevo Estadio Al-Zawraa estuvo a cargo de "Boland Payeh Co", una empresa iraní. La reconstrucción fue interrumpida varias veces, principalmente debido a la crisis económica del país. Como resultado, esto provocó retrasos considerables en la finalización y obligó al club a jugar varias temporadas en el Estadio Al-Shaab.
En 2018, la ligera mejoría de la situación económica contribuyó a retomar los trabajos, bajo la supervisión del exministro de Juventud y Deportes Abdul-Hussein Abtaan.
El 15 de febrero de 2022, el nuevo estadio se inauguró oficialmente con motivo de un partido de la Premier League iraquí entre Al-Zawraa SC y Al-Diwaniya FC. Al-Zawraa ganó 2-0 cuando Alaa Mhawi anotó el primer gol del club en el nuevo estadio.